# Szívbillentyűhibák
A szívbillentyűk felelősek a szívben az áramlási irányok meghatározásáért. Két fő típusuk van a nagyerek (aorta) és a tüdőverőér (truncus (arteria) pulmonalis) szájadékában található zsebes (semilunaris) billentyűk, és a pitvar-kamrai szájadékokban elhelyezkedő vitorlás (cuspidalis) billentyűk. (Technikai hasonlattal élve áramlást egyenirányító szelepekként működnek.) Ép működésük mind a szív munkája, mind a vérkeringés optimalizálása szempontjából alapvető fontosságú. Betegségeik megzavarják a vérkeringést és lerontják a szív pumpafunkciójának hatékonyságát, illetve túlterhelik a szívizomzatot. Betegségeik jellegük szerint két alapvető csoportba sorolhatóak: elégtelenség (insuffitientia) és 
szájadékszűkület (stenosis), a kétféle eltérés gyakran kombinálódhat is. Utóbbiakat nevezzük kombinált szívbillentyűhibáknak, valamint azokat az eseteket is, amikor a billentyűhiba egynél több szájadékot érint.

## Bal szívfél
Az aortabillentyű egyike a szívbillentyűknek. Normálisan három zsebszerű szívbelhártya tasakból áll, bár a népesség mintegy 1%-ánál csak két tasakja van. A szív bal kamrájából kiinduló aorta kezdeti szakaszában (bulbus aortae) helyezkedik el.

## Szerepe és élettana

Egy élő sertés működő szivéről készült videoklip az aortabillentyű működésének bemutatására.

A szívkamra összehúzódása (systole) alatt a nyomás megnövekszik a bal kamrában. Amikor a bal kamrai nyomás meghaladja az aortában uralkodó nyomást, az aortabillentyű megnyílik, és a vér a bal kamrából az aortába áramolhat. A kamraszisztolé után a bal kamrában a nyomás gyorsan lecsökken. A csökkenő kamrai nyomás miatt az aortában uralkodó nyomás zárja az aortabillentyűt. Az aortabillentyű záródása hozzájárul a második szívhang A2 komponensének létrejöttéhez (S2).

## Az aortabillentyű betegségei

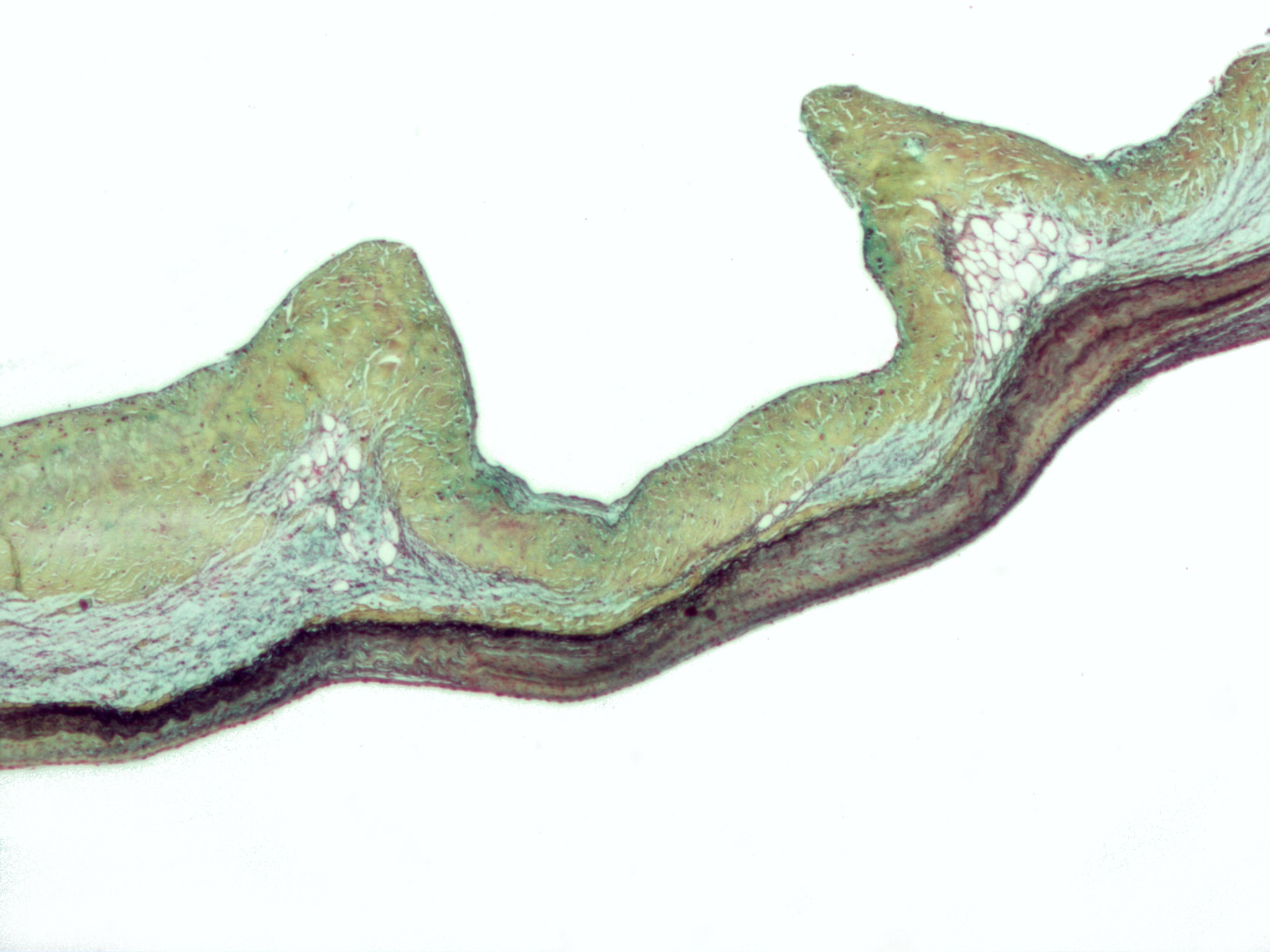
fénymikroszkópos felvétel a szivacsos réteg (kék) megvastagodásának bemutatására az aortabillentyű mixomatózus degenerációja esetén.

Két alapvető elváltozás van, amely hatással van az aortabillentyűre – az aortasztenózis (stenosis aortae), amikor a billentyűk nem tudnak teljesen kinyílni, és ezáltal akadályozzák a vér ürülését a bal kamrából, és az aortaszájadék-elégtelenség (insuffitientia aortae), más néven aortikus visszaáramlás (regurgitatio), amely esetben az aortabillentyű elégtelenül zár, és a vér a kamradiasztole alatt rossz irányba visszaáramlik a kamraüregbe. Ez a két állapot gyakran együttesen jelen van.
- Az aortasztenózis leggyakoribb okai a rheumás láz, a meszesedéses elfajulás és veleszületett rendellenességek, mint pl. a kétbillentyűs (bicuspidalis) aortaszájadék.
- Az aortaszájadék elégtelenségének leggyakoribb okai a rheumás lázat követő aortatágulat (dilatatio aortae), fertőzés, azaz fertőzéses szívbelhártyagyulladás (endocarditis infectiosa), az aortabillentyű mixomatózus degenerációja és a Marfan-szindróma.

## Kétzsebes aortabillentyű
A szív leggyakoribb fejlődési (congenitalis) rendellenessége a kétzsebes aortabillentyű. Ebben az esetben az aortaszájadékban három billentyű helyett csak kettő van. Ez az állapotot gyakran nem diagnosztizálják addig, amíg később az élet során aortaszűkület tünetegyüttese ki nem alakul. Az aortastenosis ebben az esetben általában a 40-es 50-es életévekben alakul ki, átlagosan 10 évvel korábban, mint a normális aortabillentyűkkel születetteknél.
A Turner-szindrómás betegeknél általában kísérő jelenség a kétzsebes aortabillentyű.

## Aortabillentyű-beültetés
Az aortabillentyű-beültetés azt jelenti, hogy a páciens aortabillentyűjét más billentyűvel helyettesítik. Az aortabillentyűt számos betegség károsíthatja, ami szükségessé teszi az aortabillentyű műtéti korrekcióját vagy cseréjét. A billentyű rosszúl záródóvá (elégtelenné, insufficienssé) válhat, ami vérvisszaáramláshoz  (regurgitatio)  vezet, változó mértékben beszűkülhet  (Stenosis aortae) . A bal kamra izomzatának túlterhelése és tágulata útján a kéthegyű billentyűre is visszahathat.

## Állatokból származó szövetekből
Sertés- vagy borjúszövetekből készítenek beültethető billentyűt megfelelő biológiai és műtéti előkészítés után, hogy megelőzzék a kilökődést és a meszesedést.